# De blauwe maan van Josephine
De Blauwe maan van Josephine is een blauwe diamant, die in 2015 bij veilinghuis Sotheby's in de Zwitserse stad Genève geveild werd voor 45 miljoen euro.  De diamant werd in 2014 gevonden in Zuid-Afrika, en weegt 12,03 karaat (2,5 gram).
De koper van de diamant, de Chinese zakenman Joseph Lau besloot de diamant een nieuwe naam te geven: de diamant werd vernoemd naar zijn 7-jarige dochter. De oorspronkelijke naam was 'Blauwe maan', maar dat heeft hij veranderd in 'Blauwe maan van Josephine'.